# Montagny-Sainte-Félicité
Montagny-Sainte-Félicité è un comune francese di 424 abitanti situato nel dipartimento dell'Oise della regione dell'Alta Francia.

## Società

### Evoluzione demografica
Abitanti censiti